# NGC 6713
NGC 6713 est une petite galaxie lenticulaire située dans la constellation de la Lyre. Sa vitesse par rapport au fond diffus cosmologique est de 5 102 ± 37 km/s, ce qui correspond à une distance de Hubble de 75,3 ± 5,3 Mpc (∼246 millions d'al). NGC 6713 a été découverte par l'astronome allemand Albert Marth en 1864.
En raison d'une brillance de surface égale à 11,40 mag/am2, on peut qualifier NGC 6713 de galaxie présentant une brillance de surface élevée.